# Orges (Haute-Marne)
Pour les articles homonymes, voir Orges.
Orges est une commune française située dans le département de la Haute-Marne, en région Grand Est et ancienne région Champagne-Ardenne.

## Géographie
Orges est une commune rurale situé dans l'ouest du département de la Haute-Marne.
Le village se situe à 18 km de Chaumont, la préfecture.

### Localisation
Communes les plus proches à vol d'oiseau:
- Braux-le-Châtel à 2,4 km
- Pont-la-Ville à 2,7 km
- Marmesse à 3,5 km
- Essey-les-Ponts à 3,7 km
- Bricon à 3,7 km
- Aizanville à 3,7 km

### Géologie et relief
Le relief autour d'Orges se caractérise par des collines d'environ 300 m, surplombant le village. Ceci est dû à la rivière Dhuy, qui prend sa source non loin du village, à l'est.

### Hydrographie
La commune est dans la région hydrographique « la Seine de sa source au confluent de l'Oise (exclu) » au sein du bassin Seine-Normandie. Elle est drainée par l'Aujon, le Fossé 01 du Val Marnay, la Dhuy, l'Aujoncet et divers autres petits cours d'eau,.
L'Aujon, d'une longueur de 68 km, prend sa source dans la commune de Perrogney-les-Fontaines et se jette  dans l'Aube à Longchamp-sur-Aujon, après avoir traversé 17 communes. 

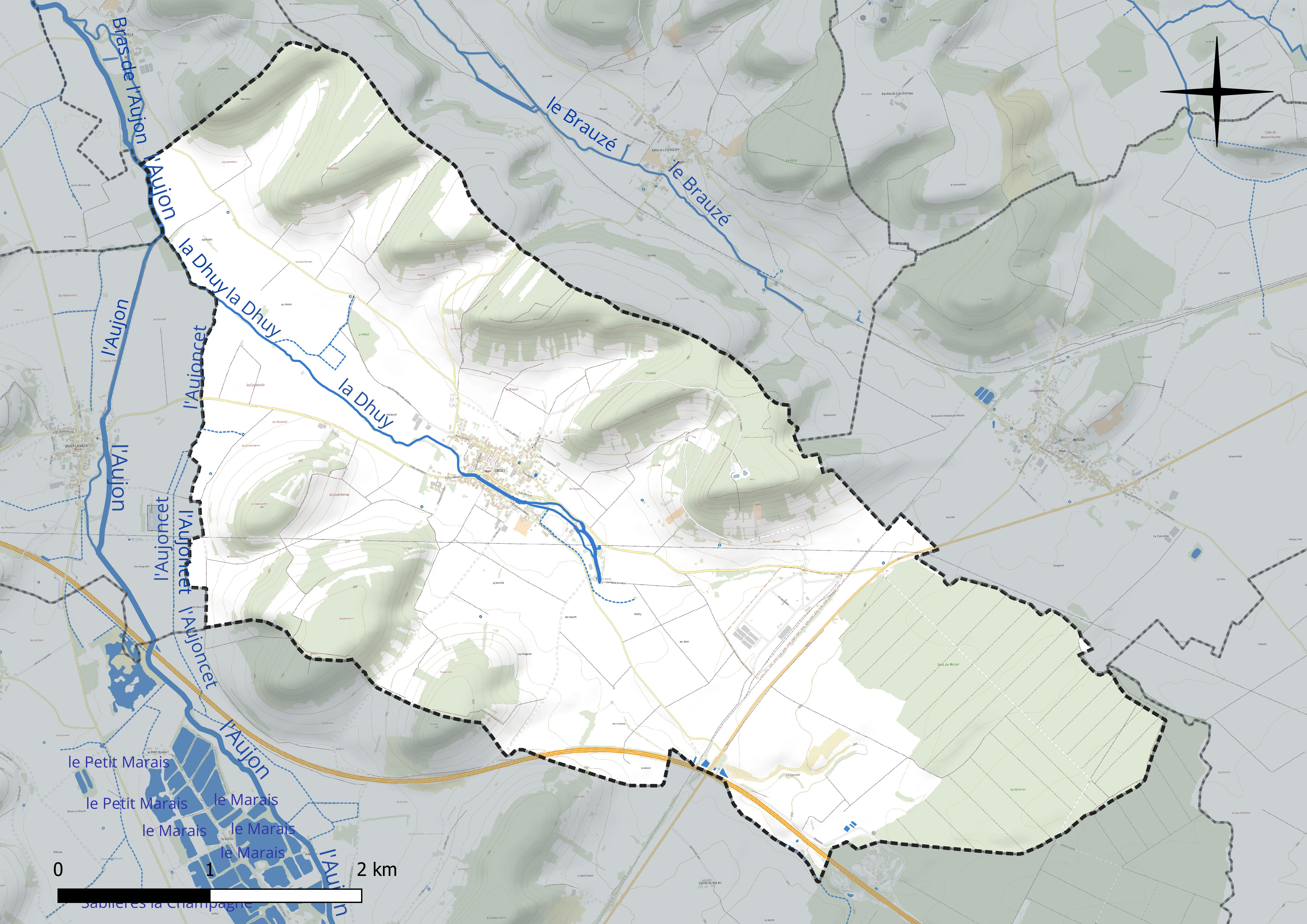
Réseau hydrographique d'Orges.

### Climat
Pour des articles plus généraux, voir Climat du Grand Est et Climat de la Haute-Marne.
En 2010, le climat de la commune est de type climat des marges montargnardes, selon une étude du Centre national de la recherche scientifique s'appuyant sur une série de données couvrant la période 1971-2000. En 2020, Météo-France publie une typologie des climats de la France métropolitaine dans laquelle la commune est exposée à un climat océanique altéré et est dans la région climatique  Lorraine, plateau de Langres, Morvan, caractérisée par un hiver rude (1,5 °C), des vents modérés et des brouillards fréquents en automne et hiver. 
Pour la période 1971-2000, la température annuelle moyenne est de 10,5 °C, avec une amplitude thermique annuelle de 16,1 °C. Le cumul annuel moyen de précipitations est de 906 mm, avec 13,1 jours de précipitations en janvier et 9,1 jours en juillet. Pour la période 1991-2020, la température moyenne annuelle observée sur la station météorologique de Météo-France la plus proche, « Cunfin_sapc », sur la commune de Cunfin à 20 km à vol d'oiseau, est de 11,0 °C et le cumul annuel moyen de précipitations est de 900,4 mm. 
La température maximale relevée sur cette station est de 41 °C, atteinte le 31 juillet 1983 ; la température minimale est de −21 °C, atteinte le 17 janvier 1985,,. 
Les paramètres climatiques de la commune ont été estimés pour le milieu du siècle (2041-2070) selon différents scénarios d'émission de gaz à effet de serre à partir des nouvelles projections climatiques de référence DRIAS-2020. Ils sont consultables sur un site dédié publié par Météo-France en novembre 2022.

## Urbanisme

### Typologie
Au 1er janvier 2024, Orges est catégorisée commune rurale à habitat dispersé, selon la nouvelle grille communale de densité à sept niveaux définie par l'Insee en 2022.
Elle est située hors unité urbaine. Par ailleurs la commune fait partie de l'aire d'attraction de Chaumont, dont elle est une commune de la couronne,. Cette aire, qui regroupe 112 communes, est catégorisée dans les aires de 50 000 à moins de 200 000 habitants,.

### Occupation des sols
L'occupation des sols de la commune, telle qu'elle ressort de la base de données européenne d’occupation biophysique des sols Corine Land Cover (CLC), est marquée par l'importance des territoires agricoles (60,4 % en 2018), en diminution par rapport à 1990 (61,9 %). La répartition détaillée en 2018 est la suivante : 
terres arables (49,4 %), forêts (34,5 %), prairies (11 %), zones industrielles ou commerciales et réseaux de communication (3,3 %), zones urbanisées (1,9 %). L'évolution de l’occupation des sols de la commune et de ses infrastructures peut être observée sur les différentes représentations cartographiques du territoire : la carte de Cassini (XVIIIe siècle), la carte d'état-major (1820-1866) et les cartes ou photos aériennes de l'IGN pour la période actuelle (1950 à aujourd'hui).

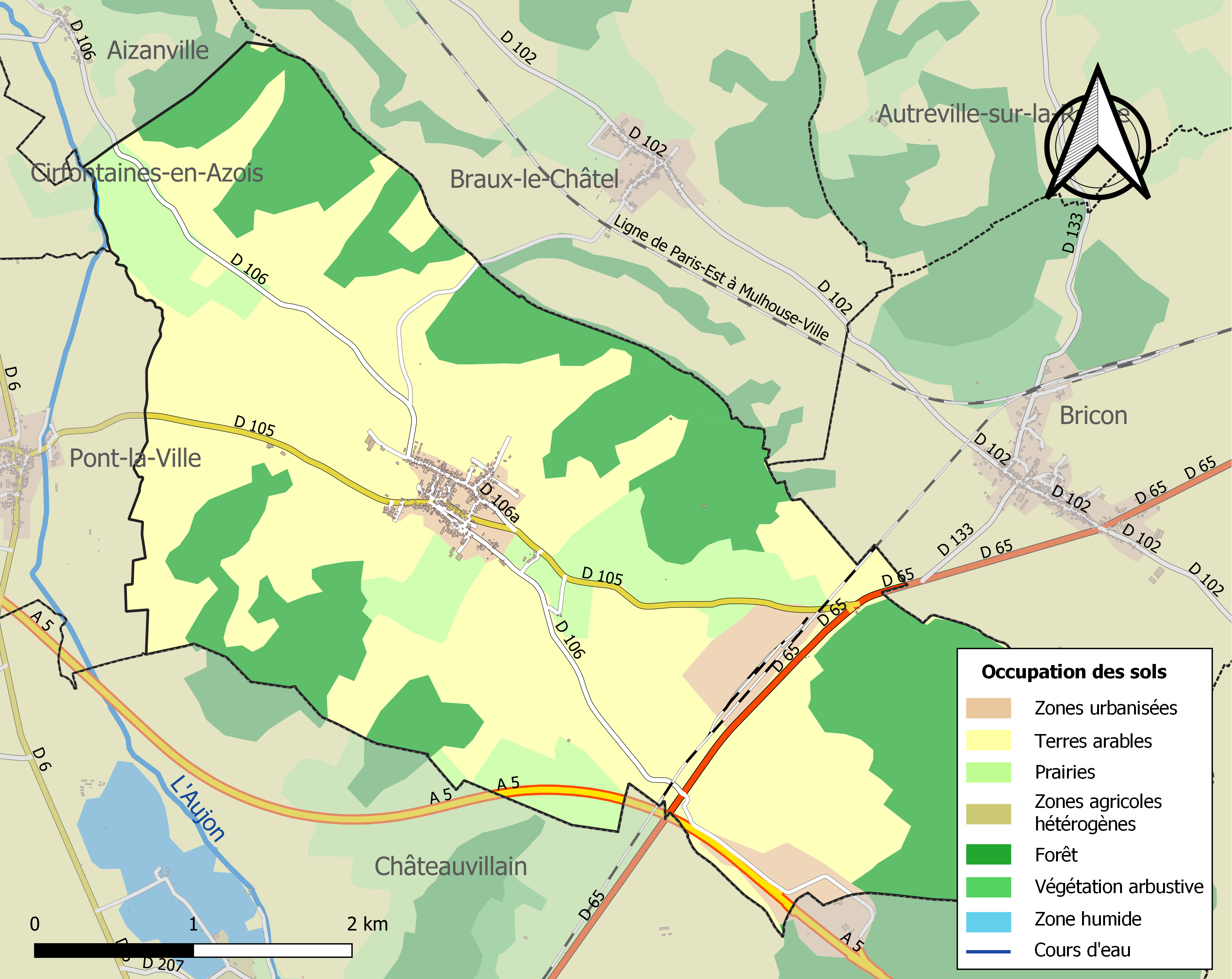
Carte des infrastructures et de l'occupation des sols de la commune en 2018 (CLC).

Par ailleurs la commune fait partie de l'aire d'attraction de Chaumont, dont elle est une commune de la couronne. Cette aire, qui regroupe 112 communes, est catégorisée dans les aires de 50 000 à moins de 200 000 habitants,.

### Logement
Sur les 218 logements que comptait Orges en 2019, 43 étaient vacants et 18 étaient des résidences secondaires ou logements occasionnels. 36,5% des habitants d'Orges ont emménagé dans le village il y a plus de 30 ans contre 6,4% il y a moins de deux ans.

### Lieux-dits, hameaux et écarts
Le village ne dénombre aucun écart de nos jours. Il a cependant existé plusieurs moulins le long de la Dhuy, dont le Moulin de la Fleuristerie qui deviendra célèbre au début du XXe siècle pour sa fabrication de parures et fleurs artificielles de Haute Couture. 
Il y avait aussi une carrière à l'est du village ainsi qu'une forge (toutes deux visibles sur la carte d'état-major).

### Voie de communication et transport
Le village est traversé par la Route Départementale n°106 (D106) qui permet d'aller vers l'est sur la Route Départementale n°65 (D65) ou vers l'ouest sur Pont-la-Ville. Il est aussi accessible par la Route Départementale n°106 (D106) qui permet de rejoindre Aizanville à l'ouest ou la Route Départementale n°65 (D65).
Le territoire du village est brièvement traversé par l’Autoroute A5 au sud, ainsi que par la Route Départementale n°65 qui permet de rejoindre Châteauvillain (sud) ou Chaumont (nord), en passant par Bricon.

## Toponymie
Orges est mentionné sous la forme Urgœ en latin et Orgiœ avant le XIIe siècle.
Le village est mentionné à de nombreuses reprises sous la forme Ourges dans des actes durant le moyen âge. Cependant, il est mentionné sous sa forme actuel sur la Carte de Cassini ainsi que sur la Carte d'état-major.

## Histoire
Le duc de Châteauvillain (qui était baron d'Orges) possédait un château à Orges.
Il existait une chapelle hors du village dédiée à Sainte-Libère. Elle est visible sur la Carte de Cassini ainsi que sur la Carte d'état-major.
En 1321, Alix, la femme de Simon, Sire d'Arc, affranchit les habitants d'Orges par une charte, à la condition d'une redevance annuelle de 20 livres tournois petits, sous ces termes: "Je quitte et affranchis tous mes hommes et toutes mes femmes et tous leurs hoirs, de toutes exactions, subventions, impositions, chevauchées, tailles, subsides, prets, coutumes et toutes autres servitudes, saulve la justice haute, moyenne et basse, comme on en use en la châtellenie de Laferté; [...] Je promets de garder et défendre tous ceux qui seront sous moi, comme mon père, messire Jehan et messire Symon, mon frère, jadis seigneurs d'Arc les ont tenus et gardés."
En 1789, Orges fait partie de la généralité de Châlons (Châlons-sur-Marne) et dépend de l'élection, du bailliage et de la prévôté de Chaumont.

En 1903, au Moulin de la Fleuristerie, débute une activité de confection de parures et fleurs artificielles de Haute Couture. Les machines utilisent la force hydraulique, grâce à une roue hydraulique sur les eaux de la Dhuy.

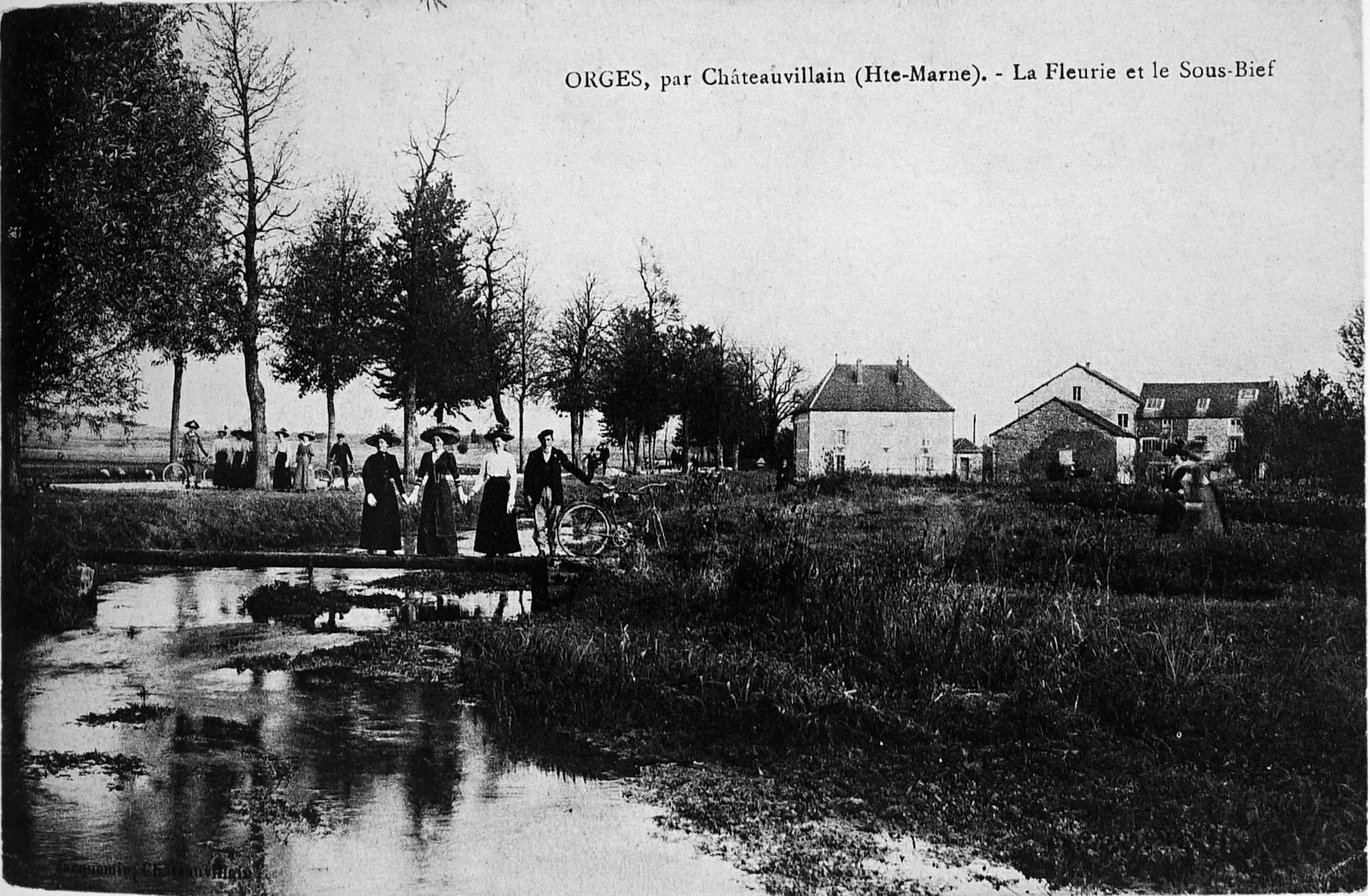
La fleuristerie, usine pensionnat de filles sur la rivière Dhuy
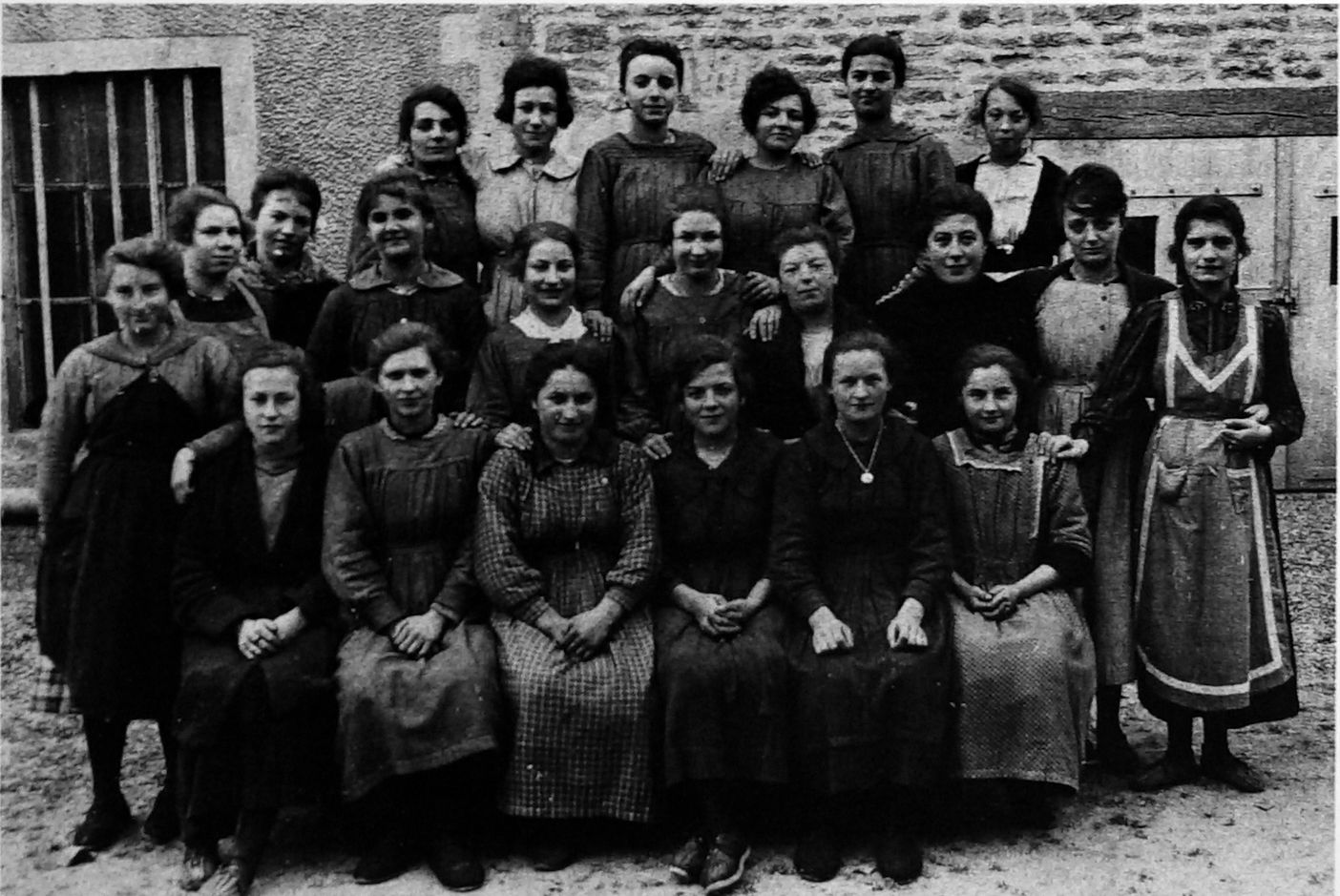
Les travailleuses de la fleuristerie
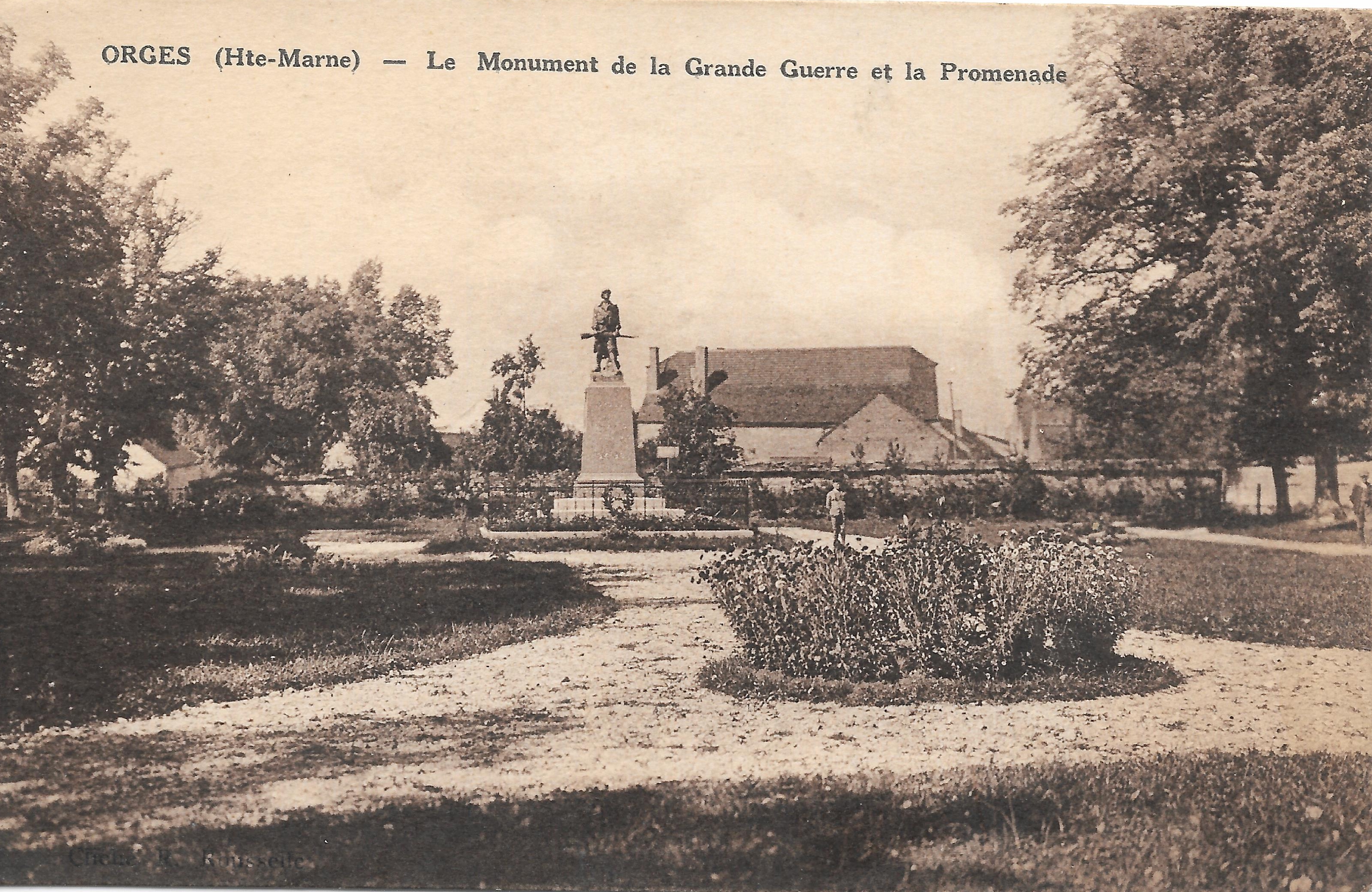
Le monument aux morts.

## Politique et administration
| Période                                  | Période   | Identité       | Étiquette | Qualité     |
| ---------------------------------------- | --------- | -------------- | --------- | ----------- |
| (maire en 1981)                          |           | André Hadet    |           |             |
| 1983                                     | 1995      | André Kieffer  |           | (?-2020)    |
| mars 2001                                | mars 2008 | Alain Lambert  |           |             |
| mars 2008                                | En cours  | Claude Gagneux | DVD       | Agriculteur |
| Les données manquantes sont à compléter. |           |                |           |             |

### Élection
Voici les résultats de l'élection présidentielle de 2022:
| Candidat                    | % des voix | Voix |
| --------------------------- | ---------- | ---- |
| Emmanuel Macron (LREM)      | 21,12%     | 49   |
| Marine Le Pen (RN)          | 36,21%     | 84   |
| Jean-Luc Mélenchon (LFI)    | 12,50%     | 29   |
| Valérie Pécresse (LR)       | 4,31%      | 10   |
| Éric Zemmour (REC)          | 8,62%      | 20   |
| Yannick Jadot (EELV)        | 3,02%      | 7    |
| Jean Lassalle (RES)         | 3,45%      | 8    |
| Philippe Poutou (NPA)       | 3,45%      | 8    |
| Nathalie Arthaud (LO)       | 0,43%      | 1    |
| Anne Hidalgo (PS)           | 2,16%      | 5    |
| Fabien Roussel (PCF)        | 0,86%      | 2    |
| Nicolas Dupont-Aignan (DLF) | 3,88%      | 9    |

| Candidat               | % des voix | Voix |
| ---------------------- | ---------- | ---- |
| Emmanuel Macron (LREM) | 56,28%     | 121  |
| Marine Le Pen (RN)     | 43,72%     | 94   |

## Population et société

### Démographie

#### Évolution démographique
L'évolution du nombre d'habitants est connue à travers les recensements de la population effectués dans la commune depuis 1793. Pour les communes de moins de 10 000 habitants, une enquête de recensement portant sur toute la population est réalisée tous les cinq ans, les populations de référence des années intermédiaires étant quant à elles estimées par interpolation ou extrapolation. Pour la commune, le premier recensement exhaustif entrant dans le cadre du nouveau dispositif a été réalisé en 2008.

En 2022, la commune comptait 351 habitants, en évolution de −2,77 % par rapport à 2016 (Haute-Marne : −4,62 %, France hors Mayotte : +2,11 %).
| 1793  | 1800 | 1806  | 1821  | 1831  | 1836  | 1841  | 1846  | 1851  |
| ----- | ---- | ----- | ----- | ----- | ----- | ----- | ----- | ----- |
| 1 019 | 958  | 1 005 | 1 082 | 1 099 | 1 105 | 1 085 | 1 066 | 1 097 |

| 1856  | 1861  | 1866 | 1872 | 1876 | 1881 | 1886 | 1891 | 1896 |
| ----- | ----- | ---- | ---- | ---- | ---- | ---- | ---- | ---- |
| 1 031 | 1 025 | 929  | 882  | 847  | 854  | 844  | 810  | 747  |

| 1901 | 1906 | 1911 | 1921 | 1926 | 1931 | 1936 | 1946 | 1954 |
| ---- | ---- | ---- | ---- | ---- | ---- | ---- | ---- | ---- |
| 657  | 665  | 624  | 564  | 514  | 508  | 479  | 436  | 519  |

| 1962 | 1968 | 1975 | 1982 | 1990 | 1999 | 2006 | 2008 | 2013 |
| ---- | ---- | ---- | ---- | ---- | ---- | ---- | ---- | ---- |
| 492  | 461  | 380  | 382  | 357  | 383  | 395  | 398  | 373  |

| 2018 | 2022 | - | - | - | - | - | - | - |
| ---- | ---- | - | - | - | - | - | - | - |
| 347  | 351  | - | - | - | - | - | - | - |

## Culture locale et patrimoine

### Héraldique
| Armes d'Orges | Les armes d'Orges se blasonnent ainsi : d'argent aux trois fasces d'azur. |

### Lieux et monuments
- Le moulin de la Fleuristerie est un ancien moulin à farine transformé en 1903 en manufacture de pistils, pétales, feuilles et fruits artificiels pour la fabrication de fleurs en soie destinés à la haute couture et la décoration. Les premières traces de ce moulin remontent à 1321. Il a été inscrit monument historique par arrêté du 12 janvier 2012[26].

### Événements
- Compétition de Solex : « Le Bol d'Orges ». Comme les « 24 heures Solex » de Chaumont et « Les 9 heures de Palaiseul », cette course compte pour le championnat Grand Est.

### Personnalités liées à la commune
- Jacques-Joseph Techener, né à Orges le 30 mars 1802 et mort à Neuilly-sur-Seine le 10 juin 1873, est un bibliophile,  libraire d'ancien, marchand et éditeur scientifique français. Cofondateur du Bulletin du bibliophile (1834) et auteur d'une Histoire de la bibliophilie (1861-63)[27].

## Photos du village

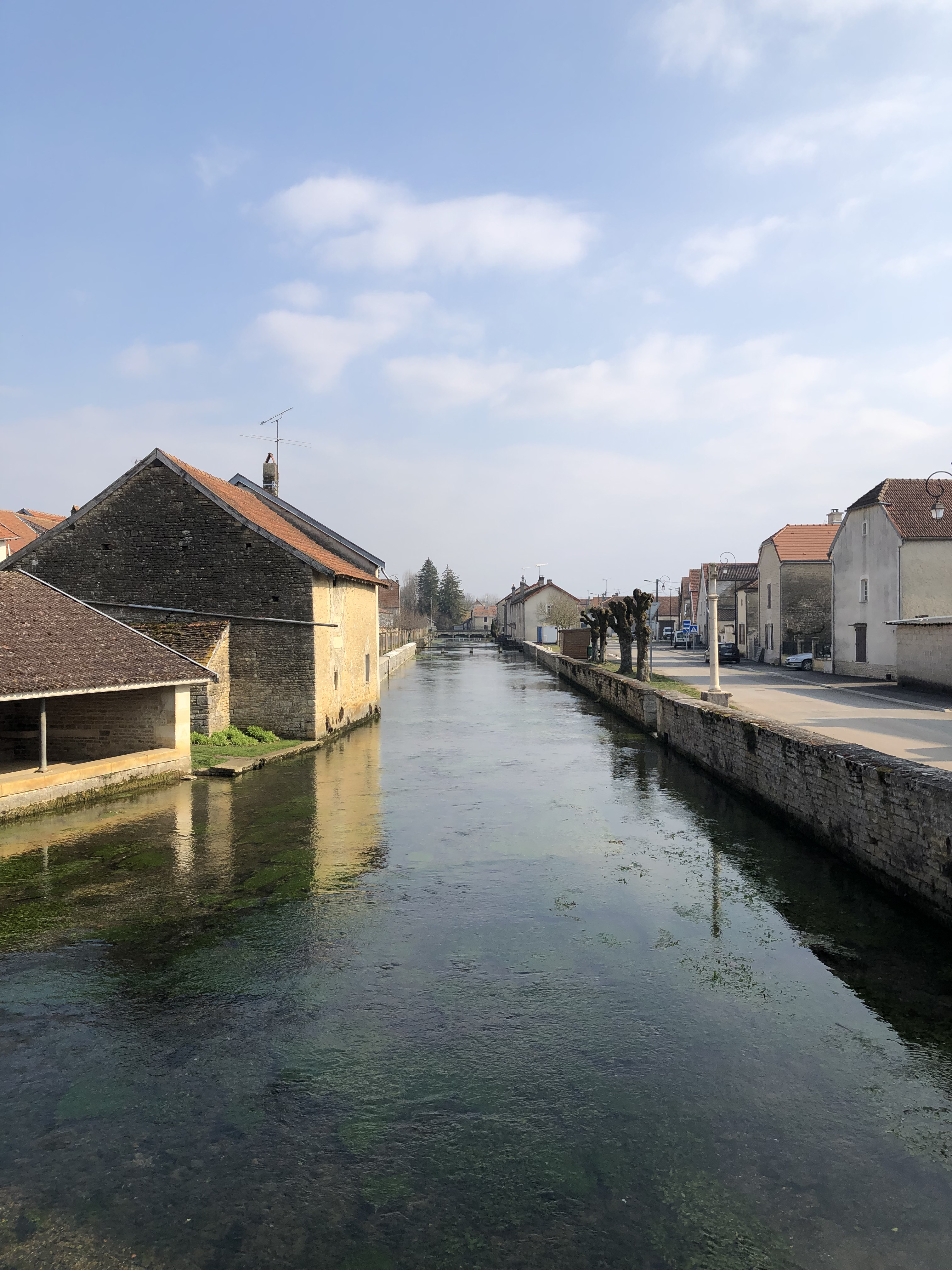
La Dhuy à Orges
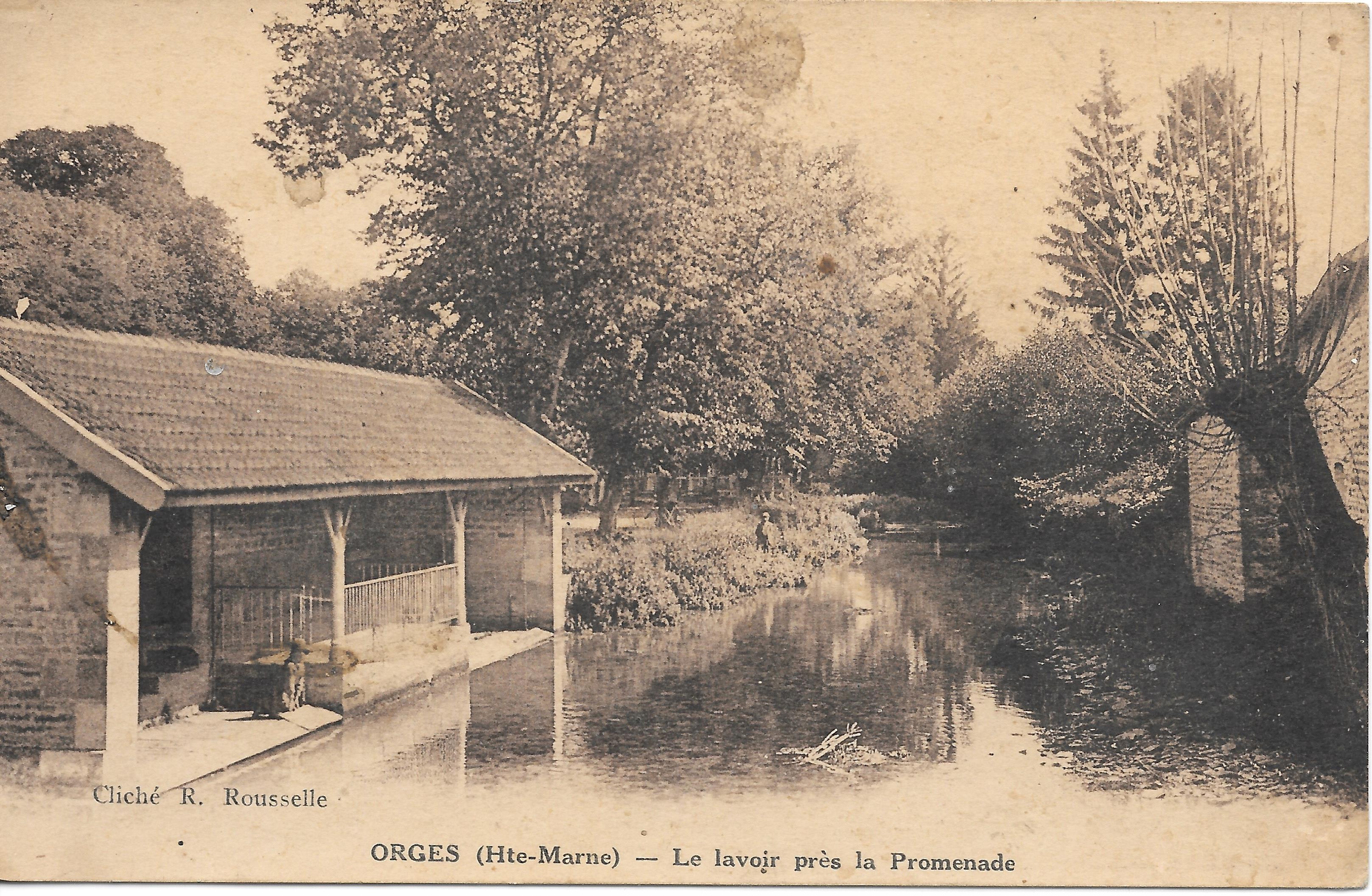
Un lavoir au début du XXe siècle
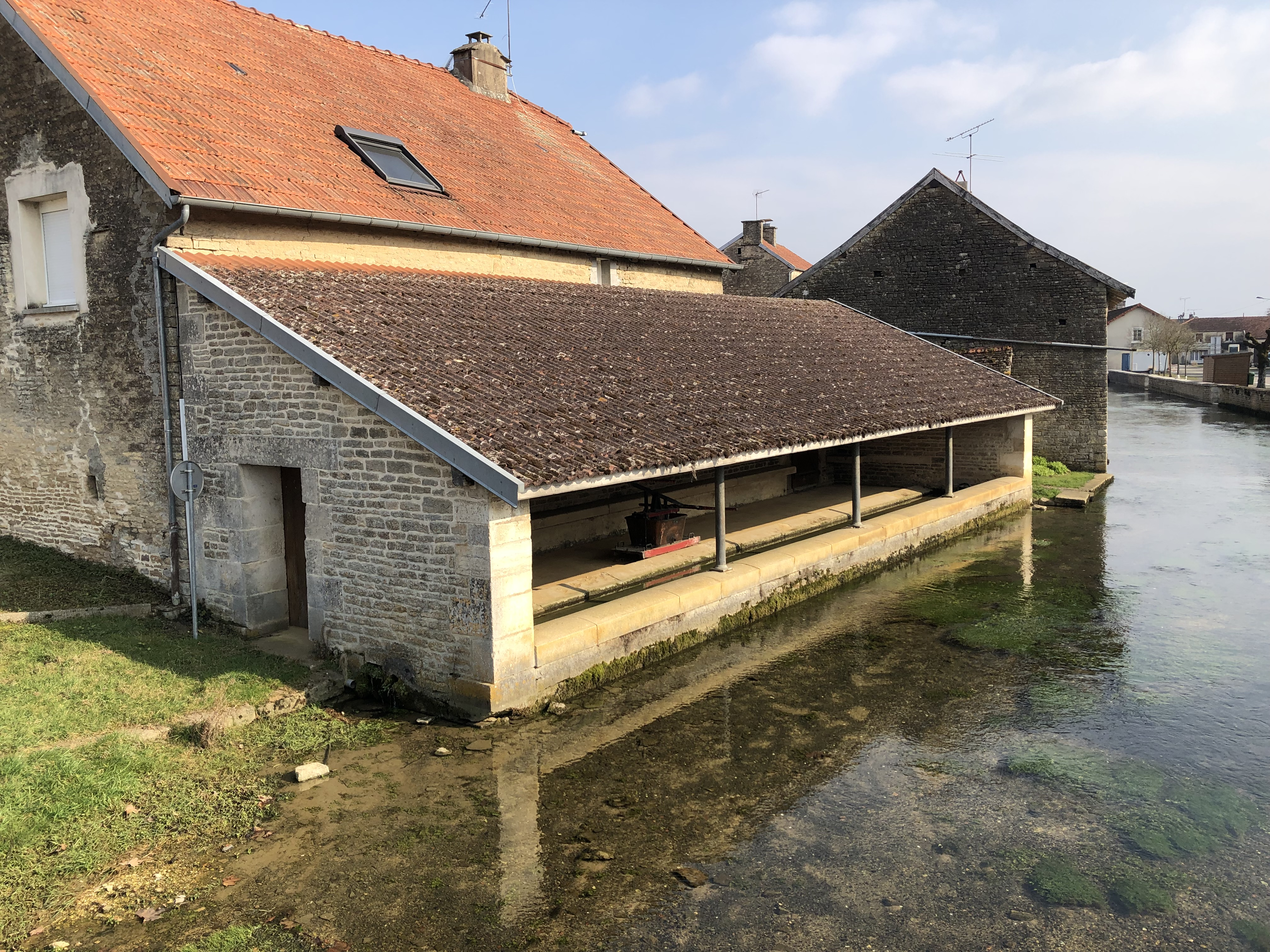
Le lavoir d'Orges, près de la mairie
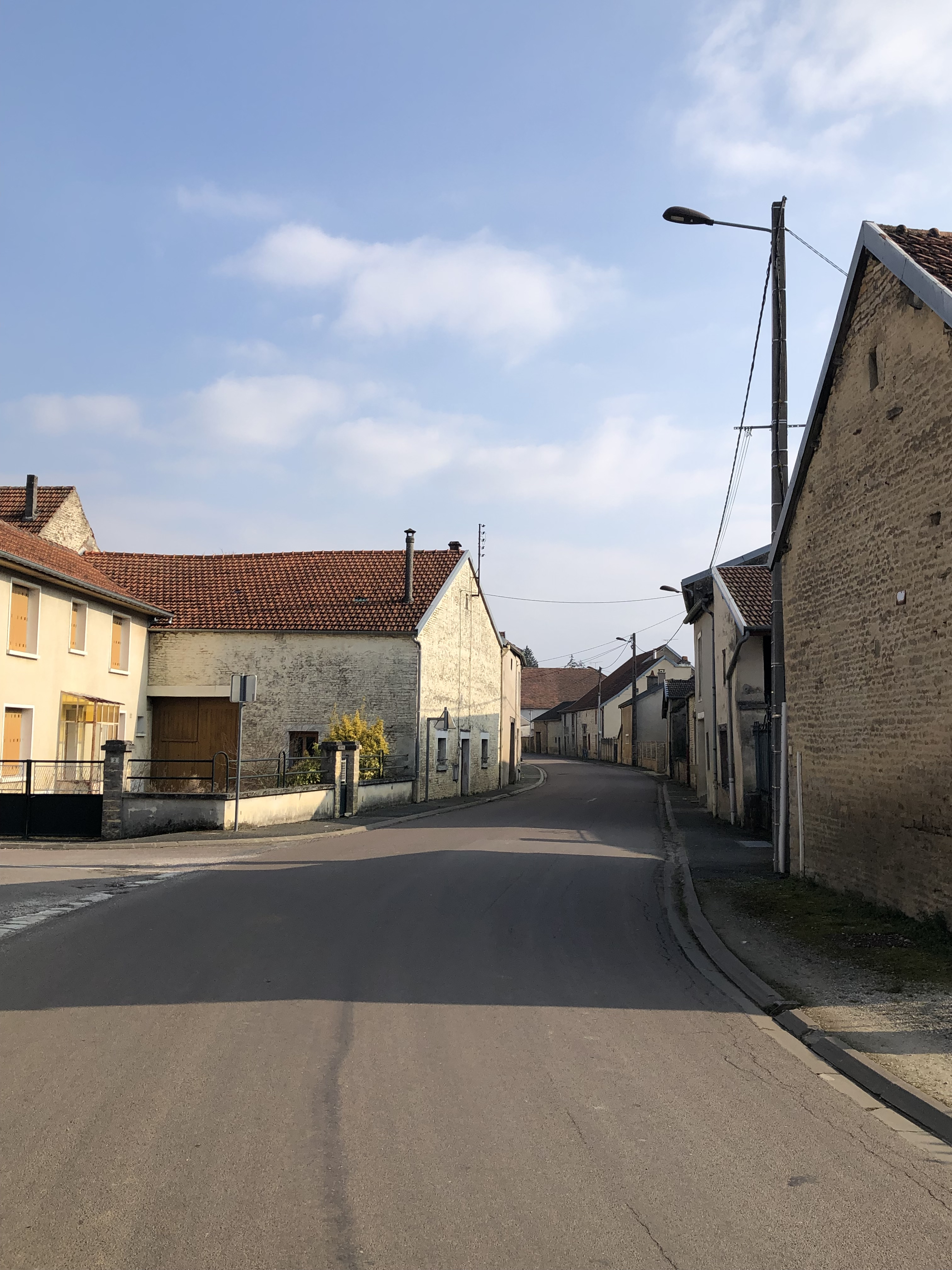
Rue du Moulin
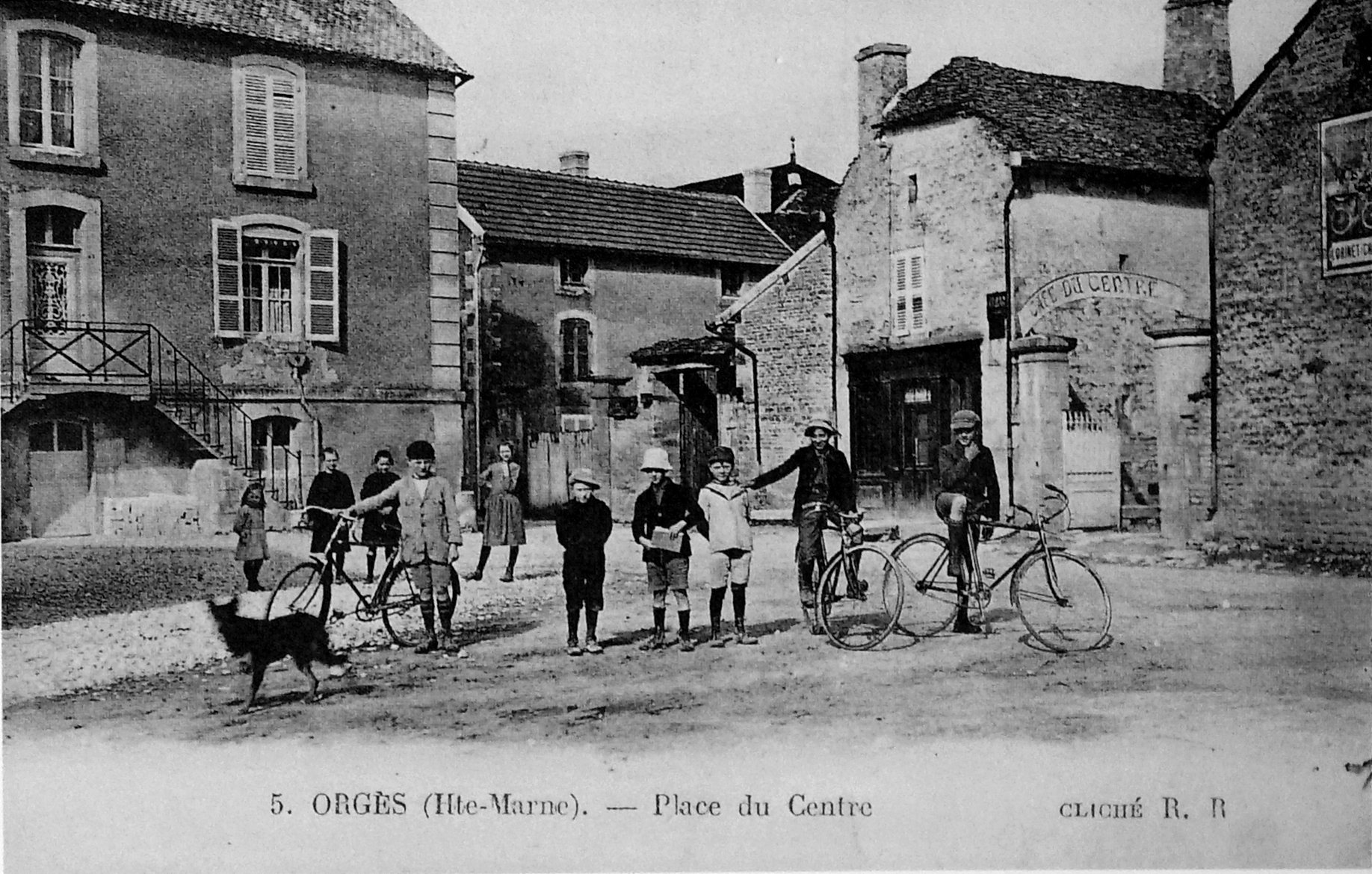
La Place du Centre au début du XXe siècle
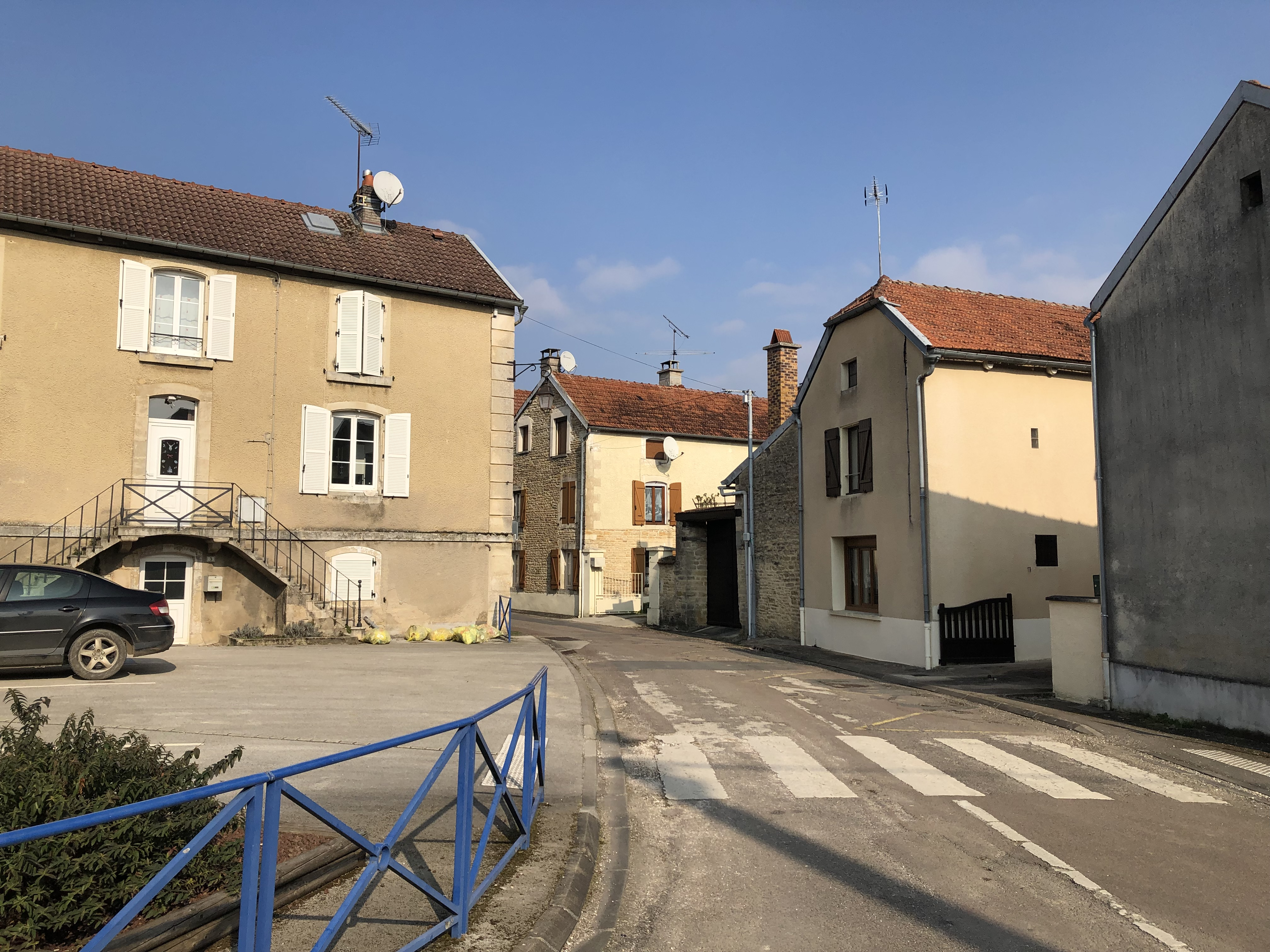
La Place du Centre de nos jours